# Săn mồi

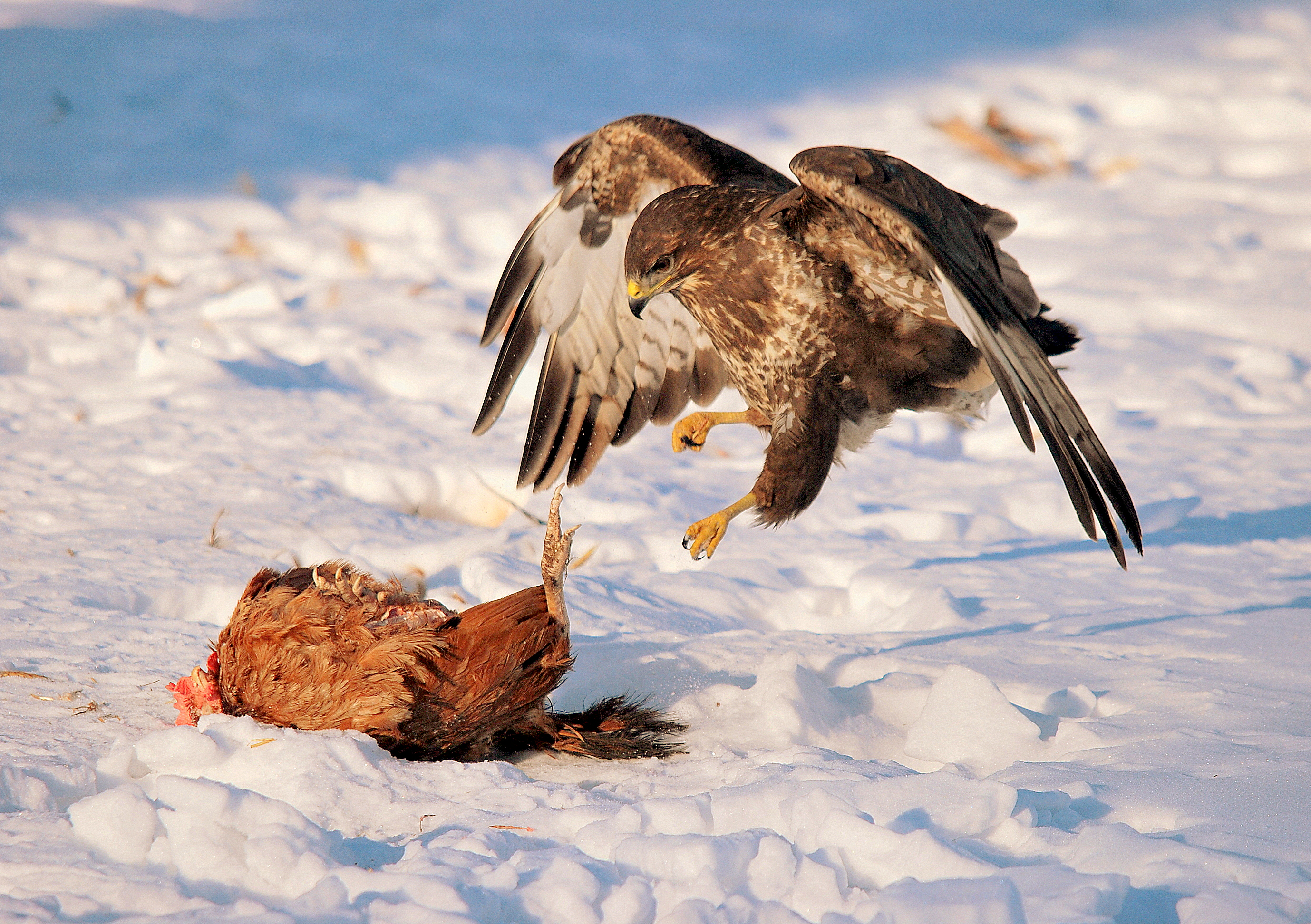
Chim ưng đang ăn con mồi săn được

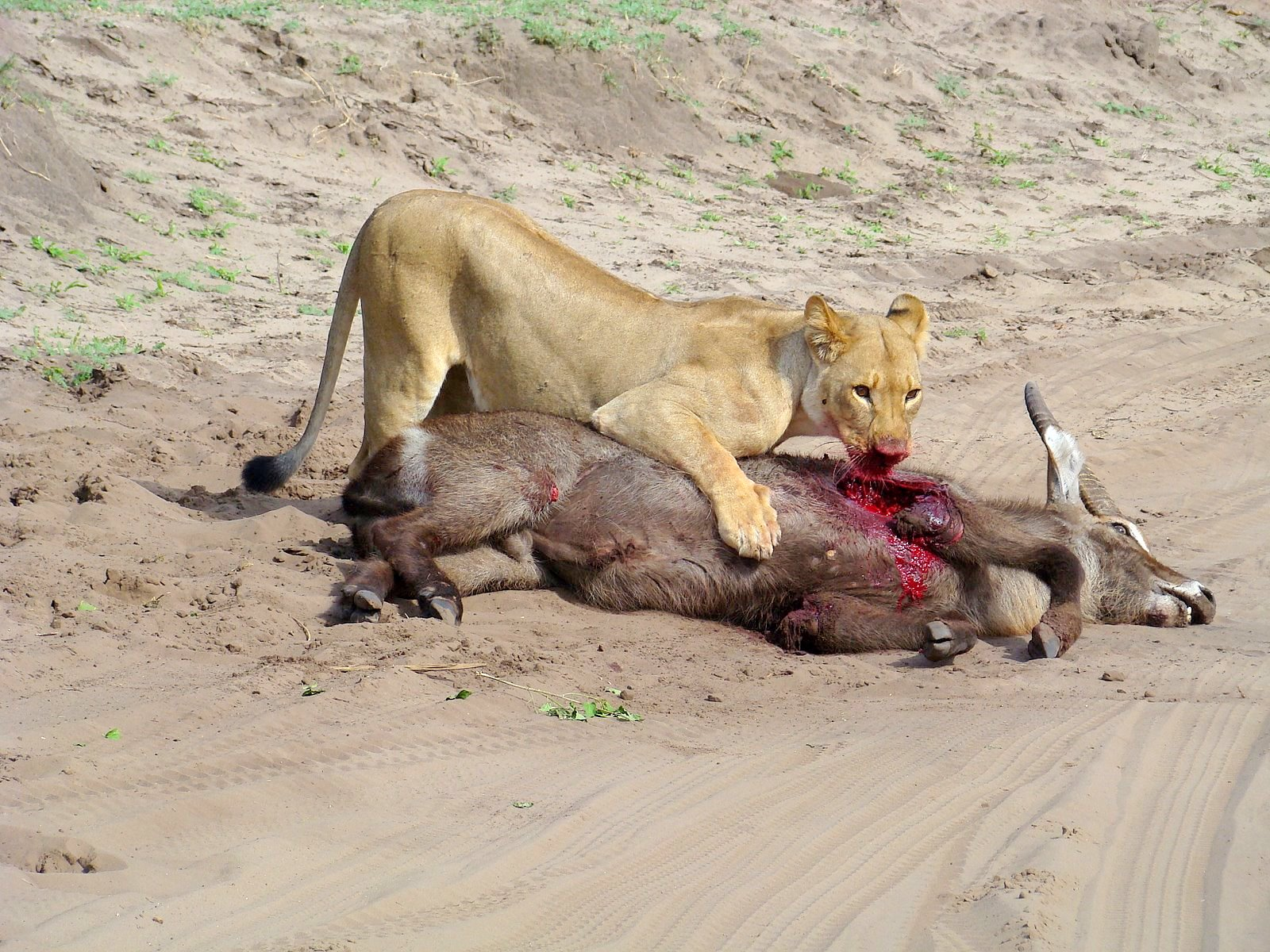
Sư tử săn linh dương nước

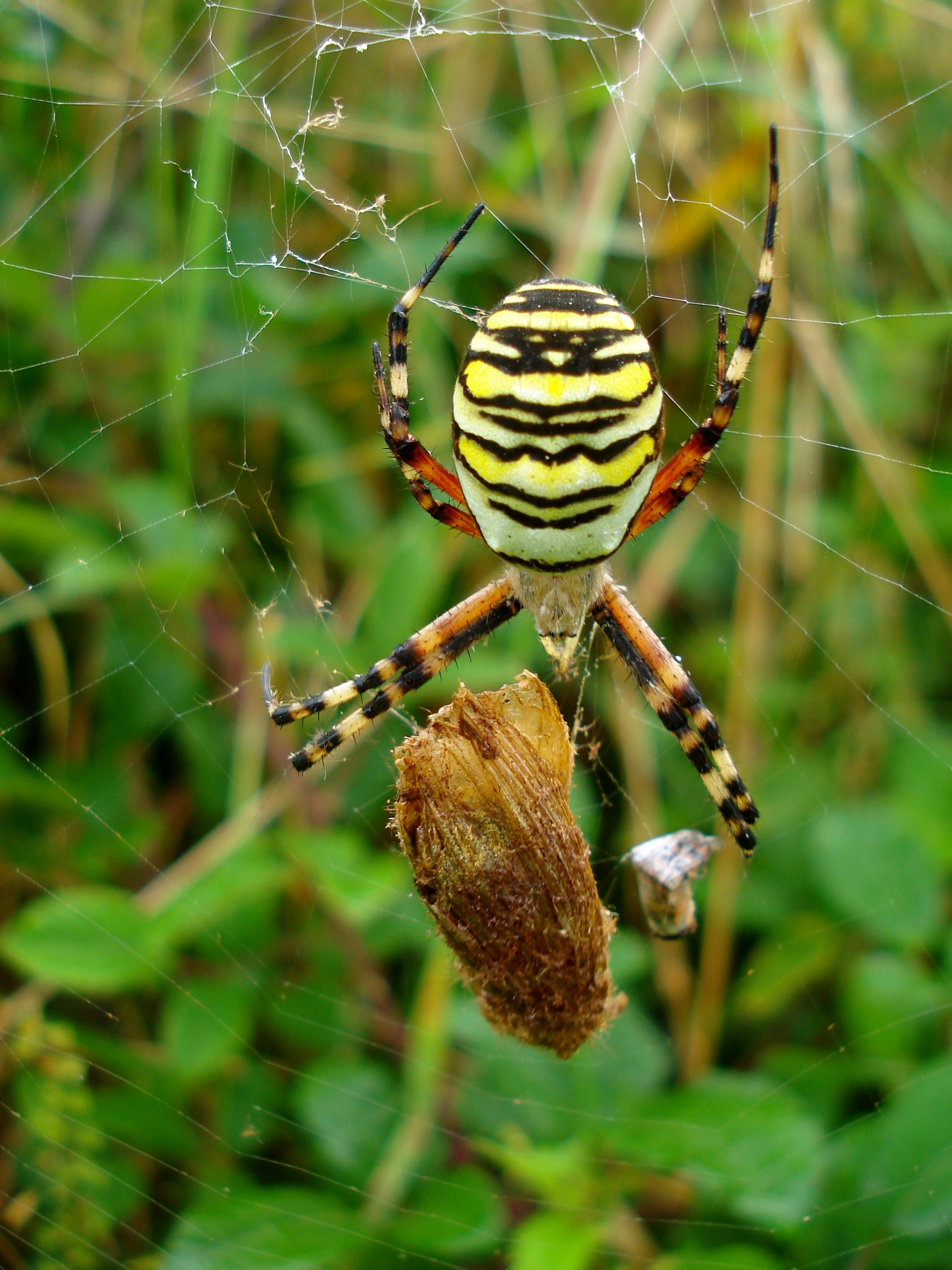
Một con nhện đang săn mồi

Săn mồi là hành động bản năng sinh tồn của các loài thú vật và côn trùng trong thế giới tự nhiên. Tùy vào mồi loài trong thế giới tự nhiên đó mà mỗi loài trong chúng có cách săn mồi khác nhau. Đây là một trong những hành vi kiếm mồi phổ biến gồm cả việc ký sinh và săn mồi vi sinh (thường không giết chết vật chủ) và parasitoidism (cuối cùng luôn giết chết vật chủ). Nó khác với việc ăn con mồi đã chết, mặc dù nhiều kẻ săn mồi cũng ăn xác chết; nó trùng lặp với động vật ăn cỏ, vì một loài săn mồi hạt vừa là động vật ăn thịt vừa là động vật ăn cỏ.
Động vật ăn thịt có thể chủ động tìm kiếm con mồi hoặc ngồi đợi nó. Khi con mồi được phát hiện, kẻ săn mồi sẽ đánh giá xem có nên tấn công nó hay không. Điều này có thể liên quan đến việc phục kích hoặc truy đuổi, đôi khi sau khi rình rập con mồi. Nếu cuộc tấn công thành công, kẻ săn mồi sẽ giết chết con mồi, loại bỏ bất kỳ bộ phận không ăn được nào như vỏ hoặc gai và ăn nó.
Động vật ăn thịt thích nghi và thường chuyên môn cao để săn bắn, với các giác quan cấp tính như thị giác, thính giác hoặc khứu giác. Nhiều động vật săn mồi, cả động vật có xương sống và động vật không xương sống, có móng vuốt hoặc hàm sắc nhọn để kẹp, giết và cắt con mồi. Các thích ứng khác bao gồm bắt chước tàng hình và hung hăng giúp cải thiện hiệu quả săn bắn.
Dự đoán có tác dụng chọn lọc mạnh mẽ đối với con mồi và con mồi phát triển các thích ứng chống phản xạ như màu cảnh báo, cảnh báo và các tín hiệu khác, ngụy trang, bắt chước các loài được bảo vệ tốt, và gai và hóa chất phòng thủ. Đôi khi động vật ăn thịt và con mồi thấy mình trong một cuộc chạy đua tiến hóa, một chu kỳ thích nghi và phản ứng thích nghi. Dự đoán đã là một động lực chính của sự tiến hóa kể từ ít nhất là thời kỳ Cambri.